# Naanim Timoyko
Naanim Timoyko (Buenos Aires, 28 de mayo de 1952) es una exvedette, bailarina, modelo y actriz argentina de cine, teatro y televisión. Integró como bailarina el elenco de Tango Argentino, éxito mundial en las décadas de 1980 y 1990.

## Carrera
Hija de padres inmigrantes polacos fallecidos siendo ella aún muy joven, Timoyko conoció a una maestra de yoga de nombre Mary, fallecida a los 96 años, a la que adoptó como una segunda madre.
Fue una destacada actriz cuya belleza y figura escultural le permitieron lucirse como primera vedette en numerosas revistas cómico- musicales principalmente durante la época de los 70's y 80's en teatros como el Maipo, el Nacional y el Cómico.
En televisión debuta como bailarina de la mano del gran primer capocómico José Marrone con quien hace en 1973 el programa Corrientes y Marrone, y continuó con varias participaciones en ciclos humorísticos.
En la pantalla grande y en el teatro brillo junto a grandes como Juan Verdaguer, Antonio Gasalla, Juan Carlos Calabró, Javier Portales, Juan Carlos Altavista, Alberto Olmedo, Jorge Porcel, Darío Vittori y Osvaldo Pacheco. Y a grandes vedettes como Nélida Lobato, Nélida Roca, Moria Casán, Thelma Stefani, Norma Pons y Carmen Barbieri.
En la década de 1980 y principios de 1990 integró el elenco de Tango Argentino, espectáculo de Claudio Segovia que se convirtió en un éxito mundial, bailando en el papel protagónico del cuadro de "Milonguita".

«Naanim es un ángel. Su incorporación fue fruto del destino. Recuerdo que a mí se me había caído la protagonista unos días antes del viaje a París. Charlando desesperado con un amigo sobre quién podía ser la reemplazante, su hijo nombró a Naanim Timoyko. Entonces recordé un trabajo que había hecho con Tita Merello. Su belleza era impactante y me pareció perfecta para el papel de Milonguita. Fui a buscarla, desesperado, a la revista en la que ella trabajaba junto a Porcel y Olmedo. Nos reunimos en un bar de la esquina del teatro y no lo podía creer. Pidió permiso y ellos [Porcel y Olmedo] le dijeron que era una oportunidad que no podía perder. Al otro día estábamos saliendo para París.»
Claudio Segovia

Ya en la década del '90 se retira del ambiente artístico para dedicarse exclusivamente a su familia hasta el año 2009, cuando retoma su carrera en el Teatro Presidente Alvear.
En junio de 2015, debuta en el teatro Regina encabezando la obra "Extinguidas", de José María Muscari, junto a colegas que marcaron época en los'80 como Beatriz Salomón, Luisa Albinoni, Patricia Dal, Silvia Peyrou, Adriana Aguirre, Pata Villanueva y Mimí Pons. El éxito fue tal que continuaron llevando la obra en gira por el interior del país.
En la actualidad, Naanim conduce su programa "Modotango.ar", por la radio 2x4, los domingos de 18 a 20 horas, y los fines de semana participa como panelista de "El Run Run del Espectáculo", por Crónica HD.

## Cine
- 1976: La guerra de los sostenes
- 1977: Basta de mujeres
- 1977: Un toque diferente
- 1977: Las turistas quieren guerra
- 1980: Los hijos de López
- 1981: ¿Los piolas no se casan...?
- 1984: Mingo y Aníbal, dos pelotazos en contra
- 1987: Johny Tolengo, el majestuoso
- 2017: La vida sin brillos

## Televisión
- 1973: Corrientes y Marrone.
- 1981: Este loco, loco, loco hotel, por Canal 7.
- 1979/1980: Los hijos de López
- 1979/1980: Los Manfredi
- 1981/1983: La tuerca[5]
- 1987: Paremos la mano[6]
- 1988: Super Mingo con Minguito.[7]
- 2009: Botineras

## Radio
- 2019: Modotango.ar - Radio Zonica.
- 2023: Modotango.ar - Radio Ciudad de Buenos Aires - La 2x4

## Teatro
- 1974: Esta sí te va a gustar
- 1976: El Maipo de gala
- 1976: Los verdes están en el Maipo
- 1977: La revista de esmeralda y brillantes
- 1978: La revista de champagne
- 1978: Por siempre Maipo
- 1978: Maipo 78
- 1979: Esta noche contigo
- 1980: A esta revista le falta un tornillo
- 1981: Esta revista tiene tuerca
- 1983: El tacho que bien se TV
- 1984: Ahí vienen los guapos
- 1984: Vuelven los guapos
- 1987: Tango Argentino
- 2015 - 2017: Extinguidas
- 2019: Descubriendo a Sarah Bernhardt
- 2020: Raya al Medio

## Vida privada
En la década de 1970 estuvo casada con el bailarín Alfredo Giménez. Luego formó pareja con el odontólogo y ex de Ethel Rojo, Horacio Barba. En 1984 tuvo un romance con Carlos Galende.
A fines de los 80 conoció al famoso locutor y conductor Juan Alberto Mateyko, con quien se casó y tiene dos hijos de nombre Rosa María y Juan Bautista. Entre en el 2005 y 2010 superó un cáncer de mama, pero fueron tiempos muy difíciles para la actriz, que debió enfrentar otro duro momento en el 2008, cuando decidió separarse.
En el 2009 José María Paolantonio la llamó para actuar en Titulares, la voz del pueblo, la obra de Bernardo Carey, donde la actriz interpreta a la  esposa de Agustín P. Justo. En 2015 José María Muscari la eligió para actuar en Extinguidas, donde se interpreta a sí misma junto a otras grandes divas de los '80, obra que durante 6 temporadas brilló en los escenarios del país, y fue nominada a varios premios.